# Verrucospora flavofusca
Verrucospora flavofusca är en svampart som först beskrevs av Henn., och fick sitt nu gällande namn av Jülich 1982. Verrucospora flavofusca ingår i släktet Verrucospora och familjen Agaricaceae.   Inga underarter finns listade i Catalogue of Life.